# Dinotrema brevicorne
Dinotrema brevicorne är en stekelart som först beskrevs av Christian Gottfried Daniel Nees von Esenbeck 1812.  Dinotrema brevicorne ingår i släktet Dinotrema och familjen bracksteklar. Inga underarter finns listade i Catalogue of Life.